# Стадион Комонвелт (Едмонтон)
Стадион Комонвелт (енгл. Commonwealth Stadium) је стадион у Едмонтону, Канада. Највише га користи клуб канадског фудбала Едмонтон ескимоси. Отворен је 1978. и стадион је у власништву града Едмонтона, а изграђен је за потребе Игара Комонвелта 1978. Стадион има капацитет од 60.081 седећих места и други је по величини у Канади, иза Олимпијског стадиона у Монтреалу (66.308).
Стадион је поред Игара Комонвелта 1978. такође био домаћин Летње универзијаде 1983, 8. Светског првенства у атлетици на отвореном 2001, 1. Светског првенства у фудбалу за жене до 19 године 2002, као и Светског првенства у фудбалу до 20 године 2007.
Четири пута је био домаћин финалне утакмице првенства Канаде у канадском фудбалу, Купа Греј, 1984, 1997, 2002. и 2010. Стадион Комонвелт је такође 2003. био домаћин НХЛ Херитиџ класика, првог меча НХЛ-а на отвореном, играном између Едмонтон ојлерса и Монтреал канадијанса пред 57.167 гледалаца. До отварања стадиона БМО филд у Торонту 2007. користила га је користила фудбалска репрезентација Канаде.